# 32e division (armée impériale japonaise)
Pour les articles homonymes, voir 32e division.
La 32e division (第32師団, Dai-sanjū-ni shidan) est une unité d'infanterie de l'armée impériale japonaise. Son nom de code est Division Érable (楓兵団, Kaede-heidan). Elle est créée le 7 février 1939 à Tokyo en même temps que les 33e, 34e, 35e, 36e, et 37e divisions.

## Histoire
La 32e division est subordonnée à la 12e armée et transférée en Chine en mai 1939 pour participer à la seconde guerre sino-japonaise, initialement postée au Shanxi. Après la défaite japonaise à la bataille de Suixian-Zaoyang, sa destination devient inaccessible et la 32e division arrive au sud-est du Shandong en juin 1939, et participe à l'offensive d'hiver 1939-40 (en), avec pour mission de protéger la ligne Tai'an - Tengzhou. La division parvient à lancer une contre-attaque le 2 décembre 1939 pendant l'« opération Shandong ». Après l'offensive, la 32e division est placée en garnison à division Jinan.
En avril 1944, la 32e division est assignée dans la 14e armée régionale et part pour l'île philippine de Mindanao.
La 32e division subit de lourdes pertes lors d'attaques de sous-marins américains durant son voyage depuis la Chine dans le convoi Take Ichi. Le 26 avril 1944, presque tous les hommes de l'un des régiments de la division sont perdus quand leur navire de transport est coulé au nord-ouest de l'île de Luçon. Le convoi transportant la division s'arrête à Manille du 29 avril au 1er mai quand leur destination est changée pour Halmahera. En conséquence, le convoi est attaqué par des sous-marins américains près du cap nord-est de Célèbes le 6 mai 1944. Cette attaque, en plus de la précédente, réduit la force de la division à seulement cinq bataillons d'infanterie et un demi bataillon d'artillerie. Les navires de transport encore intacts arrivent à Halmahera le 9 mai.
La division engage les Américains durant la bataille de Morotai en septembre 1944 et qui dure jusqu'à la fin de la guerre. Deux bataillons du 211e régiment d'infanterie sont envoyés à Morotai, près de Halmahera, pour construire un terrain d'aviation en mai 1944, mais ils se retirent en juillet 1944 quand le terrain est abandonné à cause de problèmes de drainage. Ils quittent l'île de Morotai faiblement défendue quand une grande force alliée y débarque le 15 septembre 1944, et les alliés parviennent à sécuriser leurs objectifs au sud-ouest de l'île. Des éléments de la 32e division, incluant le 3e bataillon du 210e régiment d'infanterie et le 211e régiment d'infanterie entier, sont envoyés sur Morotai à travers un blocus maritime américain entre septembre à novembre 1944 afin de tenter d'attaquer la base alliée en cours de développement. La division ne parvient pas à attaquer car l'approvisionnement ne peut pas traverser le blocus américain. Ainsi, les troupes japonaises sur Morotai se réfugient au centre de l'île où de nombreux soldats meurent de maladies et de manque de vivre.
La 32e division continue de combattre les Américains sur Morotai jusqu'à la fin de la guerre. En décembre 1944, le 136e régiment d'infanterie américain lance une offensive contre les positions du 211e régiment de Morotai. Les Américains attaquent les principales positions japonaises le 3 janvier 1945, les capturant deux jours plus tard. Après cela, les Américains poursuivent les restes du 211e régiment d'infanterie jusqu'au 14 janvier 1945 quand ils annoncent avoir tué 870 soldats japonais et en avoir capturé 10 pour une perte de 46 tués et 127 blessés. La 93e division d'infanterie lance une nouvelle offensive contre les Japonais de Morotai en avril 1945 et capture le commandant du 211e régiment le 6 août. Après la fin de la guerre, les restes de la 32e division sur Morotai et Halmahera se rendent à la 93e division d'infanterie le 26 août 1945.